# Тихоокеанские военно-воздушные силы
Тихоокеанские военно-воздушные силы (англ. Pacific Air Forces, PACAF) — одно из 10 главных командований Воздушных сил США, воздушный компонент Тихоокеанского Командования Вооруженных сил США и является одним из двух американских воздушных командований вместе с Командованием ВС США в Европе и Африке, дислоцирующихся за пределами континентальных Соединенных Штатов. Штаб-квартира PACAF размещается на объединенной военной базе Пёрл-Харбор-Хиккам на Гавайях.
За почти 70 лет существования командование принимало активное участие в войнах и вооруженных конфликтах и операциях, которые вели США. Непосредственно пилоты, техника и подразделения Тихоокеанского командования привлекались к ведению боевых действий в Корее, Вьетнаме, в операциях «Буря в пустыне», «Саутерн Уотч», «Нортерн Уотч», войнах в Афганистане и Ираке.
Общая численность сил Командования составляет около 45 000 человек, что проходят военную службу в рядах Регулярных ПС, Резерве Воздушных сил и Национальной гвардии. В распоряжении Командования три воздушные армии (5-и, 7-ю, 11-и), девять воздушных баз и около 375 военных самолетов и вертолетов.

## Назначение
Основными задачами Тихоокеанского командования Воздушных сил США является охрана и оборона воздушного пространства определенных территорий и объектов в Азиатско-Тихоокеанском регионе, прикрытия группировок американских войск и важных объектов от ударов противника с воздуха, авиационная поддержка Сухопутных войск и обеспечение боевых действий Военно-морских сил США, Объединенных командований Вооруженных сил США, которые дислоцируются в зоне ответственности Тихоокеанского Командования Вооружённых сил США.

## См.также
- Резерв Воздушных сил США
- Воздушные силы Национальной гвардии США
- Командование специальных операций Воздушных сил США

## Ссылка
- Air Force Historical Research Agency